# Odumarszczyzna
Odumarszczyzna (łac. mortuarium – „opłata za śmierć”) oznaczała w czasach feudalizmu konfiskatę przez pana feudalnego części ruchomego majątku zmarłego chłopa. Zagarnięcie własności chłopskiej dotyczyło tylko chłopów będących w zależności osobistej od feudała, wyłączeni z tej zasady byli natomiast chłopi znajdujący się w zależności gruntowej. Pan miał pierwszeństwo do sięgnięcia po spadek przed rodziną chłopa. Odumarszczyzna była bardzo uciążliwym rodzajem podatku i jedną z głównych przyczyn licznych buntów pospólstwa, z których jedno z największych miało miejsce w latach 1524–1525 na terenie Szwabii, Frankonii i Turyngii.